# 伊藤文吉 (男爵)
伊藤 文吉（いとう ぶんきち、1885年（明治18年）12月15日 - 1951年（昭和26年）11月25日）は、日本の実業家。華族、貴族院男爵議員。

## 来歴・人物
初代内閣総理大臣伊藤博文の実子。伊藤家に行儀見習いに来ていた多摩出身の女性との間にできた婚外子で、当初は、博文の後妻の兄である木田幾三郎の長男として育てられたが、後に戸籍上伊藤の養子となる。旧制山口県立豊浦中学校（第1期）、山口高等学校卒業。1908年（明治41年）東京帝国大学法科大学法律科を卒業し、農商務省の商工局に勤務、文官高等試験を経て翌年山林事務官兼農商務書記官となり、1910年（明治43年）休職し、渡英。農商務省参事官、同山林局書記官、外務書記官、内閣総理大臣秘書官、軍需省顧問、鮎川義介が創立した日本産業（日産）取締役、日本鉱業社長などを務めた。
1906年（明治39年）に分家し、父・博文の勲功により1909年（明治42年）11月1日に男爵を叙爵。1922年（大正11年）3月18日、貴族院議員補欠選挙で男爵議員に当選し、公正会に所属し1947年（昭和22年）5月2日の貴族院廃止まで在任した。
1953年（昭和28年）に、日産火災（現損害保険ジャパン）が文吉の芝公園3丁目の邸宅を譲り受け、文吉の雅号「春光」から「春光会館」と名付け、増改築して会社の迎賓館として使用している。また、同社をふくめ、日本鉱業→現・ENEOSホールディングス、日立製作所、日産自動車など日産コンツェルンの流れを汲む多くの企業131社によって春光懇話会が結成されている。

## 栄典
- 1929年（昭和4年）2月15日 - 正四位

## 逸話

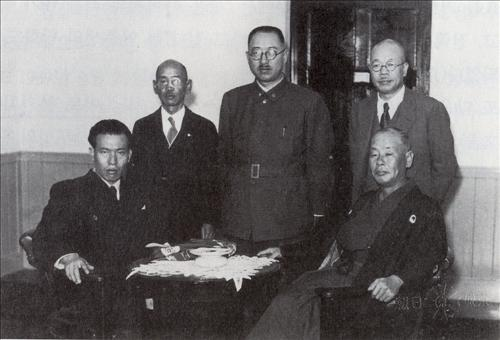
安俊生（左端）と面会する伊藤文吉（右手前）

昭和14年（1939年）10月16日、朝鮮ホテルにて父の伊藤博文を暗殺した安重根の息子・安俊生と面会して「死んだ父の罪を私が贖罪して全力で報国の最善をつくしたい」と謝罪を受けた。

## 家族
妻は桂太郎の五女・寿満子。
- 長男・俊夫（1914年1月21日[9][10]-2002年）東京大学法学部卒業後、日産自動車に勤務し、男爵白根松介次女を妻とした[2]。
  - 孫・博昭(1946年6月26日生[9])
  - 妻・まさみ(1949年5月12日生[9]古河金属工業社長白柳景吉の二女)
  - 孫・俊文(1954年6月25日生[9])
  - 妻・晴香(1959年11月28日生、小林幸雄長女[9])
- 長女・可世子(1915年生[11]、佐多愛彦の四男[12]・輝雄に嫁ぐ[13])
- 二女・喜美子(1916年生[11]、斯波孝四郎長男悌一郎に嫁ぐ[13])
- 三女・博子(1917年生[11]、持田德彦に嫁ぐ[13])
- 次男・和夫(1919年生[11]、三菱重工社員で東大経済卒[13]、岩瀬家へ婿養子[14])
- 四女・道子(1921年生[11]、伊藤博精弟林博則(伊藤博邦の七男[15])に嫁ぐ[13]))